# Joyce Jones
Joyce Jones, cantante de soul y góspel nacida el 30 de junio de 1949 en Filadelfia. Formó parte de The Debonettes, junto a Rochelle Fleming y Annette Guest, con un estilo cercano al Philly soul. Más tarde pasaron a ser conocidas, a principios de los 70, como First Choice, consiguiendo éxitos "Armed and Extremely Dangerous". En 1977 abandonó el grupo, siendo reemplazada por Ursula Herring. A partir de entonces editó dos álbumes a finales de los 70 "In his presence" y "Noel", bajo el sello Word, con un estilo mucho más cercano al góspel.
- Datos: Q5946840